# Niemcy w Konkursie Piosenki Eurowizji
Niemcy uczestniczą w Konkursie Piosenki Eurowizji od 1956 (przed zjednoczeniem Niemiec startowały jako RFN). Do 2025 konkursem w kraju zajmowały się dwie stacje telewizyjne: Norddeutscher Rundfunk (odpowiadała za transmisję półfinałów) i Das Erste (transmitowała finały), a od 2026 za udział kraju w konkursie odpowiadać będzie stacja SWR.
Telewizja niemiecka jest jednym z nadawców należących do tzw. Wielkiej Piątki, które mają zapewnione miejsce w finale dzięki wpłacaniu największych składek finansowych na rzecz organizacji konkursu.
Reprezentanci Niemiec dwukrotnie zwyciężyli w finale konkursu: w 1982 (Nicole z piosenką „Ein bißchen Frieden”) i 2010 (Lena z „Satellite”). Krajowy nadawca organizował konkurs w 1957, 1983 i 2011. Niemcy są jedynym krajem, który wziął udział w każdej edycji konkursu, przy czym reprezentant kraju nie wystąpił w finale tylko w 1996 (utwór „Blauer Planet” wykonany przez Leona nie przeszedł rundy kwalifikacyjnej).

## Uczestnictwo
Niemcy uczestniczą w Konkursie Piosenki Eurowizji od 1956. Poniższa tabela uwzględnia nazwiska wszystkich niemieckich reprezentantów, tytuły konkursowych piosenek oraz wyniki w poszczególnych latach:
| Rok  | Artysta                      | Piosenka                                    | Finał            | Finał            | Półfinał                              | Półfinał                              |
| Rok  | Artysta                      | Piosenka                                    | Miejsce          | Punkty           | Miejsce                               | Punkty                                |
| ---- | ---------------------------- | ------------------------------------------- | ---------------- | ---------------- | ------------------------------------- | ------------------------------------- |
| 1956 | Walter Andreas Schwarz       | „Im Wartesaal zum großen Glück”             | 2                | N/K              | Brak rundy półfinałowej               | Brak rundy półfinałowej               |
| 1956 | Freddy Quinn                 | „So geht das jede Nacht”                    | 2                | N/K              | Brak rundy półfinałowej               | Brak rundy półfinałowej               |
| 1957 | Margot Hielscher             | „Telefon, Telefon”                          | 4                | 8                | Brak rundy półfinałowej               | Brak rundy półfinałowej               |
| 1958 | Margot Hielscher             | „Für zwei Groschen Musik”                   | 7                | 5                | Brak rundy półfinałowej               | Brak rundy półfinałowej               |
| 1959 | Alice & Ellen Kessler        | „Heute abend wollen wir tanzen geh’n”       | 8                | 5                | Brak rundy półfinałowej               | Brak rundy półfinałowej               |
| 1960 | Wyn Hoop                     | „Bonne nuit ma chérie”                      | 4                | 11               | Brak rundy półfinałowej               | Brak rundy półfinałowej               |
| 1961 | Lale Andersen                | „Einmal sehen wir uns wieder”               | 13               | 3                | Brak rundy półfinałowej               | Brak rundy półfinałowej               |
| 1962 | Conny Froboess               | „Zwei kleine Italiener”                     | 6                | 9                | Brak rundy półfinałowej               | Brak rundy półfinałowej               |
| 1963 | Heidi Brühl                  | „Marcel”                                    | 9                | 5                | Brak rundy półfinałowej               | Brak rundy półfinałowej               |
| 1964 | Nora Nova                    | „Man gewöhnt sich so schnell an das Schöne” | 13               | 0                | Brak rundy półfinałowej               | Brak rundy półfinałowej               |
| 1965 | Ulla Wiesner                 | „Paradies, wo bist du?”                     | 15               | 0                | Brak rundy półfinałowej               | Brak rundy półfinałowej               |
| 1966 | Margot Eskens                | „Die Zeiger der Uhr”                        | 10               | 7                | Brak rundy półfinałowej               | Brak rundy półfinałowej               |
| 1967 | Inge Brück                   | „Anouschka”                                 | 8                | 7                | Brak rundy półfinałowej               | Brak rundy półfinałowej               |
| 1968 | Wencke Myhre                 | „Ein Hoch der Liebe”                        | 6                | 11               | Brak rundy półfinałowej               | Brak rundy półfinałowej               |
| 1969 | Siw Malmkvist                | „Primaballerina”                            | 9                | 8                | Brak rundy półfinałowej               | Brak rundy półfinałowej               |
| 1970 | Katja Ebstein                | „Wunder gibt es immer wieder”               | 3                | 12               | Brak rundy półfinałowej               | Brak rundy półfinałowej               |
| 1971 | Katja Ebstein                | „Diese Welt”                                | 3                | 100              | Brak rundy półfinałowej               | Brak rundy półfinałowej               |
| 1972 | Mary Roos                    | „Nur die Liebe läßt uns leben”              | 3                | 107              | Brak rundy półfinałowej               | Brak rundy półfinałowej               |
| 1973 | Gitte                        | „Junger Tag”                                | 8                | 85               | Brak rundy półfinałowej               | Brak rundy półfinałowej               |
| 1974 | Cindy & Bert                 | „Die Sommermelodie”                         | 14               | 3                | Brak rundy półfinałowej               | Brak rundy półfinałowej               |
| 1975 | Joy Fleming                  | „Ein Lied kann eine Brücke sein”            | 17               | 15               | Brak rundy półfinałowej               | Brak rundy półfinałowej               |
| 1976 | Les Humphries Singers        | „Sing Sang Song”                            | 15               | 12               | Brak rundy półfinałowej               | Brak rundy półfinałowej               |
| 1977 | Silver Convention            | „Telegram”                                  | 8                | 55               | Brak rundy półfinałowej               | Brak rundy półfinałowej               |
| 1978 | Ireen Sheer                  | „Feuer”                                     | 6                | 84               | Brak rundy półfinałowej               | Brak rundy półfinałowej               |
| 1979 | Dschinghis Khan              | „Dschinghis Khan”                           | 4                | 86               | Brak rundy półfinałowej               | Brak rundy półfinałowej               |
| 1980 | Katja Ebstein                | „Theater”                                   | 2                | 128              | Brak rundy półfinałowej               | Brak rundy półfinałowej               |
| 1981 | Lena Valaitis                | „Johnny Blue”                               | 2                | 132              | Brak rundy półfinałowej               | Brak rundy półfinałowej               |
| 1982 | Nicole                       | „Ein bißchen Frieden”                       | 1                | 161              | Brak rundy półfinałowej               | Brak rundy półfinałowej               |
| 1983 | Hoffmann & Hoffmann          | „Rücksicht”                                 | 5                | 94               | Brak rundy półfinałowej               | Brak rundy półfinałowej               |
| 1984 | Mary Roos                    | „Aufrecht geh’n”                            | 13               | 34               | Brak rundy półfinałowej               | Brak rundy półfinałowej               |
| 1985 | Wind                         | „Für alle”                                  | 2                | 105              | Brak rundy półfinałowej               | Brak rundy półfinałowej               |
| 1986 | Ingrid Peters                | „Über die Brücke geh’n”                     | 8                | 62               | Brak rundy półfinałowej               | Brak rundy półfinałowej               |
| 1987 | Wind                         | „Laß die Sonne in Dein Herz”                | 2                | 141              | Brak rundy półfinałowej               | Brak rundy półfinałowej               |
| 1988 | Maxi & Chris Garden          | „Lied für einen Freund”                     | 14               | 48               | Brak rundy półfinałowej               | Brak rundy półfinałowej               |
| 1989 | Nino de Angelo               | „Flieger”                                   | 14               | 46               | Brak rundy półfinałowej               | Brak rundy półfinałowej               |
| 1990 | Chris Kempers & Daniel Kovač | „Frei zu leben”                             | 9                | 60               | Brak rundy półfinałowej               | Brak rundy półfinałowej               |
| 1991 | Atlantis 2000                | „Dieser Traum darf niemals sterben”         | 18               | 10               | Brak rundy półfinałowej               | Brak rundy półfinałowej               |
| 1992 | Wind                         | „Träume sind für alle da”                   | 16               | 27               | Brak rundy półfinałowej               | Brak rundy półfinałowej               |
| 1993 | Münchener Freiheit           | „Viel zu weit”                              | 18               | 18               | Kvalifikacija za Millstreet           | Kvalifikacija za Millstreet           |
| 1994 | Mekado                       | „Wir geben ’ne Party”                       | 3                | 128              | Brak rundy półfinałowej               | Brak rundy półfinałowej               |
| 1995 | Stone & Stone                | „Verliebt in Dich”                          | 23               | 1                | Brak rundy półfinałowej               | Brak rundy półfinałowej               |
| 1996 | Leon                         | „Blauer Planet”                             | –                | –                | 24                                    | 24                                    |
| 1997 | Bianca Shomburg              | „Zeit”                                      | 18               | 22               | Brak rundy półfinałowej               | Brak rundy półfinałowej               |
| 1998 | Guildo Horn                  | „Guildo hat Euch lieb!”                     | 7                | 86               | Brak rundy półfinałowej               | Brak rundy półfinałowej               |
| 1999 | Sürpriz                      | „Reise nach Jerusalem – Kudüs’e seyahat”    | 3                | 140              | Brak rundy półfinałowej               | Brak rundy półfinałowej               |
| 2000 | Stefan Raab                  | „Wadde hadde dudde da?”                     | 5                | 96               | Brak rundy półfinałowej               | Brak rundy półfinałowej               |
| 2001 | Michelle                     | „Wer Liebe lebt”                            | 8                | 66               | Brak rundy półfinałowej               | Brak rundy półfinałowej               |
| 2002 | Corinna May                  | „I Can’t Live Without Music”                | 21               | 17               | Brak rundy półfinałowej               | Brak rundy półfinałowej               |
| 2003 | Lou                          | „Let’s Get Happy”                           | 11               | 53               | Brak rundy półfinałowej               | Brak rundy półfinałowej               |
| 2004 | Max                          | „Can’t Wait Until Tonight”                  | 8                | 93               | Wielka Czwórka                        | Wielka Czwórka                        |
| 2005 | Gracia Baur                  | „Run & Hide”                                | 24               | 4                | Wielka Czwórka                        | Wielka Czwórka                        |
| 2006 | Texas Lightning              | „No No Never”                               | 14               | 36               | Wielka Czwórka                        | Wielka Czwórka                        |
| 2007 | Roger Cicero                 | „Frauen regier’n die Welt”                  | 19               | 49               | Wielka Czwórka                        | Wielka Czwórka                        |
| 2008 | No Angels                    | „Dissapear”                                 | 23               | 14               | Wielka Czwórka                        | Wielka Czwórka                        |
| 2009 | Alex Swings Oscar Sings      | „Miss Kiss Kiss Bang”                       | 20               | 35               | Wielka Czwórka                        | Wielka Czwórka                        |
| 2010 | Lena                         | „Satellite”                                 | 1                | 246              | Wielka Czwórka                        | Wielka Czwórka                        |
| 2011 | Lena                         | „Taken by a Stranger”                       | 10               | 107              | Organizator i członek Wielkiej Piątki | Organizator i członek Wielkiej Piątki |
| 2012 | Roman Lob                    | „Standing Still”                            | 8                | 110              | Wielka Piątka                         | Wielka Piątka                         |
| 2013 | Cascada                      | „Glorious”                                  | 21               | 18               | Wielka Piątka                         | Wielka Piątka                         |
| 2014 | Elaiza                       | „Is It Right”                               | 18               | 39               | Wielka Piątka                         | Wielka Piątka                         |
| 2015 | Ann Sophie                   | „Black Smoke”                               | 27               | 0                | Wielka Piątka                         | Wielka Piątka                         |
| 2016 | Jamie-Lee                    | „Ghost”                                     | 26               | 11               | Wielka Piątka                         | Wielka Piątka                         |
| 2017 | Levina                       | „Perfect Life”                              | 25               | 6                | Wielka Piątka                         | Wielka Piątka                         |
| 2018 | Michael Schulte              | „You Let Me Walk Alone”                     | 4                | 340              | Wielka Piątka                         | Wielka Piątka                         |
| 2019 | S!sters                      | „Sister”                                    | 25               | 24               | Wielka Piątka                         | Wielka Piątka                         |
| 2020 | Ben Dolic                    | „Violent Thing”                             | Konkurs odwołany | Konkurs odwołany | Wielka Piątka                         | Wielka Piątka                         |
| 2021 | Jendrik                      | „I Don’t Feel Hate”                         | 25               | 3                | Wielka Piątka                         | Wielka Piątka                         |
| 2022 | Malik Harris                 | „Rockstars”                                 | 25               | 6                | Wielka Piątka                         | Wielka Piątka                         |
| 2023 | Lord of the Lost             | „Blood & Glitter”                           | 26               | 18               | Wielka Piątka                         | Wielka Piątka                         |
| 2024 | Isaak                        | „Always on the Run”                         | 12               | 117              | Wielka Piątka                         | Wielka Piątka                         |
| 2025 | Abor & Tynna                 | „Baller”                                    | 15               | 151              | Wielka Piątka                         | Wielka Piątka                         |
| 2026 |                              |                                             |                  |                  | Wielka Piątka                         | Wielka Piątka                         |

Legenda:
     1. miejsce

## Historia głosowania w finale (1956–2025)
Poniższe tabele pokazują, którym krajom Niemcy przyznają w finale najwięcej punktów oraz od których państw niemieccy reprezentanci otrzymują najwyższe noty.
| Lp. | Kraj            | Punkty |
| --- | --------------- | ------ |
| 1   | Szwecja         | 243    |
| 2   | Francja         | 207    |
| 3   | Wielka Brytania | 205    |
| 4   | Izrael          | 176    |
| 5   | Turcja          | 170    |

| Lp. | Kraj       | Punkty |
| --- | ---------- | ------ |
| 1   | Hiszpania  | 245    |
| 2   | Szwajcaria | 196    |
| 3   | Dania      | 194    |
| 4   | Portugalia | 187    |
| 5   | Belgia     | 178    |

## Konkursy Piosenki Eurowizji w Niemczech
Konkurs Piosenki Eurowizji odbył się w Niemczech trzy razy: w 1957 we Frankfurcie nad Menem, 1983 w Monachium i 2011 roku w Düsseldorfie.
| Rok  | Miasto              | Miejsce                                   | Prowadzący                             |
| ---- | ------------------- | ----------------------------------------- | -------------------------------------- |
| 1957 | Frankfurt nad Menem | Großer Sendesaal des Hessischen Rundfunks | Anaïd Iplicjian                        |
| 1983 | Monachium           | Rudi-Sedlmayer-Halle                      | Marlene Charell                        |
| 2011 | Düsseldorf          | ESPRIT Arena                              | Anke Engelke Judith Rakers Stefan Raab |

## Gratulacje: 50 lat Konkursu Piosenki Eurowizji
W październiku 2005 odbył się koncert jubileuszowy Gratulacje: 50 lat Konkursu Piosenki Eurowizji zorganizowany przez Europejską Unię Nadawców (EBU). W trakcie koncertu odbył się plebiscyt na najlepszą piosenkę w całej historii konkursu – siódme miejsce w głosowaniu zajęła niemiecka propozycja „Ein bißchen Frieden” Nicole, która zwyciężyła w finale konkursu w 1982.